# Чжан Личан
Чжан Лича́н (род. в июле 1939, пров. Хэбэй — 10 января 2008, Тяньцзинь), глава Тяньцзиньского горкома КПК (1997—2008), член Политбюро ЦК КПК (2002—2007).
Член КПК с февраля 1966 года, член ЦК (14-15 созывов, кандидат 12-13 созывов), член Политбюро 16 созыва.

## Биография
По национальности ханец.
Окончил со степенью уровня юниор-колледжа Пекинский заочный экономический университет, где в 1987—1989 гг. обучался парт-тайм экономическому управлению.
В апреле 1955 года вступил в комсомол.
В 1985—1993 вице-мэр, в 1993—1998 мэр Тяньцзиня.
С 1989 года замглавы, в 1997—2007 гг. глава Тяньцзиньского горкома КПК.
Затем работал заместителем главы Руководящей группы Госсовета КНР по делам возрождения старых промышленных баз Северо-Востока и других районов Китая.
«Выдающийся партиец и верный борец за дело коммунизма, видный партийный работник», — отмечалось о нём в сообщении о его смерти «Синьхуа».